# Музей валунів
Музей валунів — парк-музей каменів у мікрорайоні Уруччя, (Мінськ, Білорусь).

## Історія
Ідею створення парку-музею було підтримано наприкінці 1970 — початку 1980-х років в ЦК КПБ (очолював  П. М. Машеров). У 1985 році стараннями вчених-ентузіастів з Інституту геохімії і геофізики Національної академії наук Білорусі в Мінську був створений музей валунів. У 1989 році музей валунів в Мінську оголошено пам'яткою природи республіканського значення. Разом з тим, офіційний статус музею Музею валунів досі не присвоєно.

## Розташування
Розташований на східній околиці Мінська (між Академмістечком і мікрорайоном «Уруччя-2» в заплаві колишньої річки, куди багато валунів було занесено льодовиком), вул. Шугаєва / Акад. Купревича. Біля музею знаходяться НДІ  Академії наук Білорусі.
Це одночасно і паркова зона міста — місце відпочинку мінчан — головним чином дітей.

## Опис
Всю карту Республіки Білорусь відтворено в масштабі: 1 м дорівнює реальним 2 км, а 1 м у висоту дорівнює реальним 100 м. Кордон країни виконано у вигляді низьких підстрижених кущиків. Обласні міста були відзначені 3 блакитними ялинами (залишилися тільки 2 ялинки на місці міста Бреста). Річки показано стежками, посипаними дрібними камінчиками. Весь ландшафт — точна зменшена копія ландшафту Республіки Білорусь. На території музею близько 2,5 тисячі каменів і валунів. Особливо цікаво, що ті валуни, які використовуються для позначення якоїсь височини, було привезено саме з тієї місцевості. Також на карті музею позначено 2 водойми (оз. Нароч і Заславське водосховище) у вигляді бетонних корит.
Тут знаходяться «Хрест Стефана Баторія», під яким, за переказами, обідав король  Великого князівства Литовського під час походу на схід, камінь «Дзед» («Дід»), привезений з стародавнього язичницького капища, яке існувало в центрі Мінська до початку XX століття, прикордонні валуни, валуни у вигляді жорен та багато інших.

## Цікаві факти
На території Європи подібний музей є ще тільки в Литві, при цьому він у декілька разів менший від мінського.

## Фототека

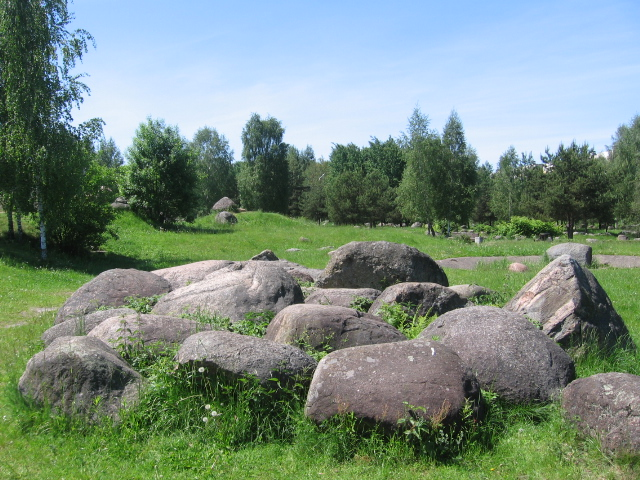
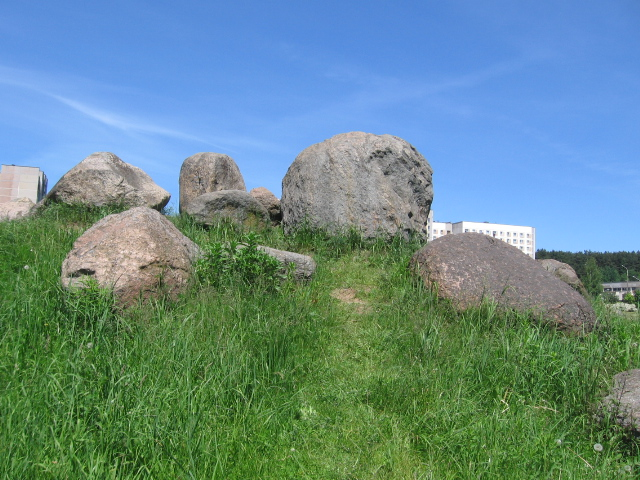
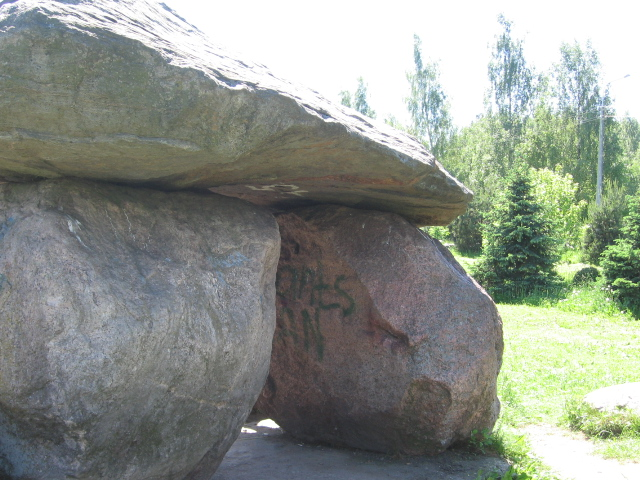
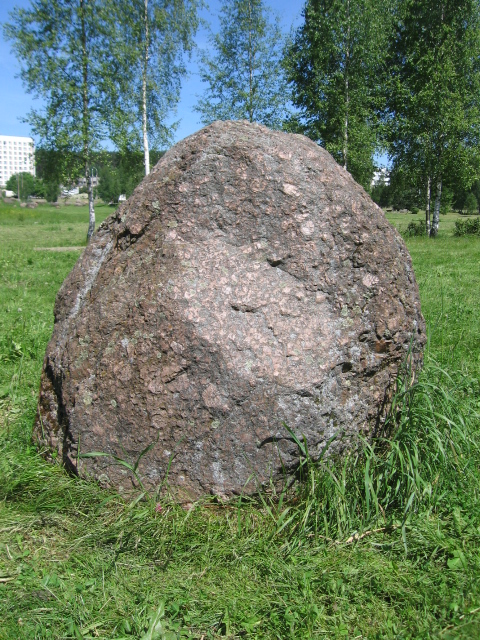
Валун «Дзєд»

## Транспорт
Від ст. метро «Уручьє»
- Автобус: № 31
- Тролейбус: № 62

Від ст. метро «Борисівський тракт»
- Автобус: № 27
- Тролейбуси: № 41, № 61

Від ст. метро «Восток»
- Тролейбус: № 41
- Автобус: № 27

## Ресурси Інтернету
- Вікісховище має мультимедійні дані за темою: Музей валунів
- Стаття Валерія Сикоржицького з газети «Республіка»
- Стаття Віктора Корбута з газети «Беларусь сегодня»
- Легенда про валун «Дзед» [Архівовано 27 березня 2008 у Wayback Machine.]

## Виноски
1. ↑  GeoNames — 2005.
2. ↑  / novosti / 4542 Па дзіця да Свіслацкага «Дзьодо». Архів оригіналу за 8 квітня 2015. Процитовано 14 липня 2019.
3. 1 2  .htm Музей валунів[недоступне посилання з липня 2019]
4. ↑  Музей валунів. Архів оригіналу за 22 березня 2015. Процитовано 3 квітня 2015.